# Nhóm ngôn ngữ Malay
Nhóm ngôn ngữ Mã Lai (Malay) là một nhánh của ngữ tộc Mã Lai-Đa Đảo thuộc ngữ hệ Nam Đảo. Thành viên nổi bật nhất là tiếng Mã Lay chuẩn, ngôn ngữ quốc gia của Brunei, Singapore và Malaysia, và cũng là cơ sở cho tiếng Indonesia, ngôn ngữ quốc gia của Indonesia. Nhóm ngôn ngữ Mã Lai cũng bao gồm các ngôn ngữ địa phương được sử dụng bởi dân tộc Mã Lai (ví dụ: tiếng Mã Lai Kutai, tiếng Mã Lai Kedah). Hơn nữa, một số ngôn ngữ Mã Lai là tiếng nói của nhiều nhóm dân tộc khác nhau ở Sumatra (ví dụ: tiếng Minangkabau) và Borneo (ví dụ như tiếng Iban). Quê hương của nhóm ngôn ngữ Mã Lai khả năng cao nhất là miền tây Borneo.

## Lịch sử
Thuật ngữ "Malayic" lần đầu tiên được đặt ra bởi Dyen (1965) trong phân loại từ vựng của ông về các ngôn ngữ Nam Đảo. "Malayic hesion" của Dyen có phạm vi rộng hơn so với nhóm ngôn ngữ Mã Lai hiện được chấp nhận, bao gồm cả tiếng Aceh, tiếng Lampung và tiếng Madura. Nothofer (1988) thu hẹp phạm vi của nhóm Mã Lai, nhưng đưa các ngôn ngữ phi Mã Lai là tiếng Rejang và tiếng Embaloh vào:
- Rejang
- Embaloh
- Salako
- Iban-Mã Lai 
  - Iban
  - Mã Lai

Phạm vi hiện tại của phân nhóm Mã Lai hiện được các chuyên gia trong lĩnh vực này chấp nhận rộng rãi, do K.A. Adelaar đề xuất (1992, 1993), dựa trên bằng chứng âm vị học, hình thái học và từ vựng.

## Ngôn ngữ
Các ngôn ngữ Mã Lai được sử dụng trên Borneo, Sumatra, bán đảo Mã Lai và trên một số hòn đảo nằm ở Biển Đông và Eo biển Malacca.
Borneo
- Bamayo, Banjar, Berau, Mã Lai Brunei, Bukit, Kendayan, Keninjal, Kota Bangun Kutai, Tenggarong Kutai, nhóm Iban (Iban, Remun, Mualang, Seberuang, Sebuyau)

Bán đảo Mã Lai
- Jakun, Mã Lai Kedah, Mã Lai Negeri Sembilan, Mã Lai Perak, Mã Lai Pahang, Orang Kanaq, Mã Lai Kelantan-Pattani, Temuan, Mã Lai Terengganu

Sumatra
- Mã Lai Trung, Col, Haji, Mã Lai Jambi, Kaur, Kerinci, Kubu, Lubu, Minangkabau, Musi, Pekal

Biển Đông/Eo biển Malacca
- Bangka, Duano, Loncong, Orang Seletar, Urak Lawoi'

## Phân loại nội tại
Mặc dù có sự đồng thuận chung về các ngôn ngữ được phân loại thuộc nhóm Mã Lai, việc phân nhóm nội bộ của các ngôn ngữ Mã Lai vẫn còn bị tranh cãi.

#### Brasar (1993)
Brasar (1993) phân loại các ngôn ngữ Mã Lai như sau.
- Iban
- (Nhánh chính) 
  - Tiếng Mã Lai chuẩn
  - Tiếng Minangkabau
  - Mã Lai Trung
  - Tiếng Banjar
  - Jakarta
  - Ngôn ngữ khác

#### Ross (2004)
Dựa trên bằng chứng ngữ pháp, Ross (2004) chia nhóm ngôn ngữ Mã Lai thành hai nhánh chính:
- Malay Dayak Tây (Kendaya, Salako)
- Malay hạt nhân (tất cả các ngôn ngữ khác)

Phân loại này được đồng tình bởi Glottolog (phiên bản 3.4).

#### Anderbeck (2012)
Theo Tadmor (2002), Anderbeck (2012) phân biệt giữa tiếng Mã Lai và nhóm ngôn ngữ Mã Lai khi thảo luận về các phương ngữ của các bộ lạc biển ở quần đảo Riau. Ông tạm phân loại tất cả ngôn ngữ nhóm Mã Lai vào nhánh "Mã Lai", ngoại trừ tiếng Iban, Kendaya/Selak, Keninjal, Mã Lai Dayak (hay "Dayak Malay") và "các dạng ngôn ngữ khác biệt" như tiếng Urak Lawoi' và tiếng Duano.
- Iban
- Kendaya/Selako
- Keninjal
- Dayak Malay
- Urak Lawoi '
- Duano
- Mã Lai (bao gồm tất cả các phương ngữ Mã Lai khác)

Phân loại của Anderbeck đã được chấp nhận trong Ethnologue ấn bản thứ 17, ngoại trừ tiếng Duano được Ethnologue coi là một trong những ngôn ngữ "Mã Lai".

#### Smith (2017)
Trong bài viết về các ngôn ngữ của Borneo, Smith (2017) cung cấp bằng chứng về một phân nhóm bao gồm các khẩu ngữ Mã Lai ở miền tây Borneo và miền nam Sumatra, mà ông gán cho cái tên "Mã Lai Borneo Tây" Tuy nhiên, ông giữ khẩu ngữ Mã Lai khác ở tình trạng không phân loại.
- Mã Lai Borneo Tây 
  - Kendaya-Salako (= "Mã Lai Dayak Tây" của Ross)
  - Besemah[c]
  - Iban 
    - Iban
    - Serburuang
    - Mualang
    - Keninjal
- Nhóm Mã Lai khác (không phải là nhóm đơn ngành) 
  - Tiếng Mã Lai chuẩn
  - Mã Lai Jakarta
  - Mã Lai Ketapang
  - Mã Lai Banjar
  - Mã Lai Kutai
  - Mã Lai Brunei

#### Đề xuất khác
Omar & Yahaya (2018) lập luận về việc đưa các dạng ngôn ngữ Mã Lai mà Orang Asli (thường bị gán cho tên gọi sai lầm là "người Mã Lai nguyên thủy") nói (ngoại trừ tiếng Duano) vào chung nhóm với tiếng Mã Lai chuẩn,

### Mối quan hệ ngoại tại
Việc đưa các ngôn ngữ Mã Lai vào ngữ tộc Mã Lai-Đa Đảo là không phải bàn cãi, và có sự đồng thuận chung rằng nhóm ngôn ngữ Chăm có liên quan chặt chẽ với nhóm ngôn ngữ Mã Lai. Các mối liên hệ rộng hơn của nhóm ngôn ngữ Mã Lai còn đang gây tranh cãi. Có hai đề xuất chính: Jamaar (2005) đặt nhóm Mã Lai trong phân nhóm Mã Lai-Sumbawa, bao gồm các ngôn ngữ sau:
- Malayo-Sumbawan 
  - Malayo-Chamic-BSS 
    - Nhóm ngôn ngữ Mã Lai
    - Nhóm ngôn ngữ Chăm
    - Nhóm ngôn ngữ Bali-Sasak-Sumbawa

  - Tiếng Sunda
  - Tiếng Madura

Blust (2010) và Smith (2017) đưa nhóm Mã Lai vào nhóm ngôn ngữ Đại Bắc Borneo:
- Đại Bắc Borneo 
  - Nhóm ngôn ngữ Bắc Borneo
  - Nhóm ngôn ngữ Sarawak trung tâm
  - Nhóm ngôn ngữ Kaya-Murik
  - Nhóm ngôn ngữ Land Dayak
  - Mã Lai, Chăm 
    - Nhóm ngôn ngữ Chăm
    - Nhóm ngôn ngữ Mã Lai

  - Tiếng Rejang
  - Tiếng Sunda

Giả thuyết Mã Lai-Sumbawa chủ yếu dựa trên bằng chứng âm vị học với chỉ một vài từ vựng đổi mới, trong khi giả thuyết Đại Bắc Borneo dựa trên một lượng lớn bằng chứng từ vựng. 